# ابن ياسين البغدادي
أبو منصور سعيد بن محمّد البغدادي البزّار السفّارُ المعروف بـ ابن ياسين، عالم مسلم ومحدث من القرن السابع الهجري، توفي في 5 صفر 634 هـ. يقال أنه حَجَّ تِسْعًا وَأَرْبَعِيْنَ حَجَّةً.

## روايته للحديث النبوي
- سمع من: أبي الفتح بن البطي، وجعفر بن عبد الله بن الدامغاني، وأخته تركناز.
- حدث عنه: عز الدين الفاروثي، وأبو القاسم بن بلبان، وبالإجازة القاضيان ابن الخويي والحنبلي، والفخر بن عساكر، والقاسم بن عساكر، وأبو نصر محمد بن محمد بن الشيرازي.

- قال الذهبي عنه: الشَّيْخُ، المُسْنِدُ الأَمِيْنُ، الحَجَّاجُ أُسْقِطَتْ شَهَادَتُهُ لِسُوْءِ طَرِيْقَتِهِ وَظُلْمِهِ.[4][3][2]